# Viktória Madarász
Viktória Madarász (Budapest, 12 de mayo de 1985) es una deportista húngara que compite en atletismo, especialista en la disciplina de marcha. Ganó una medalla de bronce en el Campeonato Europeo de Atletismo de 2022, en la prueba de 35 km.

## Palmarés internacional
| Campeonato Europeo | Campeonato Europeo | Campeonato Europeo | Campeonato Europeo |
| Año                | Lugar              | Medalla            | Prueba             |
| ------------------ | ------------------ | ------------------ | ------------------ |
| 2022               | Múnich (Alemania)  | Medalla de bronce  | 35 km marcha       |